# Ono Vanackere
Ono Vanackere (Izegem, 10 maart 2003) is een Belgisch voetballer die onder contract ligt bij Cercle Brugge.

## Clubcarrière
Vanackere genoot zijn jeugdopleiding bij KFC Izegem, KSV Roeselare en Cercle Brugge. In de zomer van 2022 ondertekende hij er een semiprofcontract. Op 10 september 2022 maakte hij zijn officiële debuut voor Jong Cercle, het beloftenelftal van Cercle Brugge dat dat seizoen van start was gegaan in de Tweede afdeling: op de tweede competitiespeeldag kreeg hij tegen SC Dikkelvenne een basisplaats van trainer Bart Plasschaert. In het seizoen 2023/24 stond Vanackere, die in het seizoen 2022/23 een vaste waarde was geweest bij Jong Cercle, lang aan de kant door blessureleed.
In juli 2024 was Vanackere een van de jongeren die van trainer Miron Muslic mee op zomerstage met het eerste elftal mochten. Op 24 oktober 2024 maakte Vanackere zijn officiële debuut voor het eerste elftal van Cercle Brugge: in de Conference League tegen Víkingur Reykjavík (3-1-nederlaag) liet trainer Muslic hem in de blessuretijd invallen voor Abu Francis. Cercle Brugge had er bewust voor gekozen om in deze wedstrijd met een veredelde B-ploeg aan te treden.

## Clubstatistieken
| Seizoen         | Club            | Land            | Competitie       | Competitie | Competitie | Beker | Beker | Supercup | Supercup | Europees | Europees | Totaal | Totaal |
| Seizoen         | Club            | Land            | Competitie       | Wed.       | Dlp.       | Wed.  | Dlp.  | Wed.     | Dlp.     | Wed.     | Dlp.     | Wed.   | Dlp.   |
| --------------- | --------------- | --------------- | ---------------- | ---------- | ---------- | ----- | ----- | -------- | -------- | -------- | -------- | ------ | ------ |
| 2022/23         | Jong Cercle     | Vlag van België | Tweede afdeling  | 27         | 6          | —     | —     | —        | —        | —        | —        | 27     | 6      |
| 2023/24         | Jong Cercle     | Vlag van België | Tweede afdeling  | 14         | 0          | —     | —     | —        | —        | —        | —        | 14     | 0      |
| 2024/25         | Jong Cercle     | Vlag van België | Eerste nationale | 8          | 1          | —     | —     | —        | —        | —        | —        | 8      | 1      |
| 2024/25         | Cercle Brugge   | Vlag van België | Eerste klasse A  | 0          | 0          | 0     | 0     | —        | —        | 1        | 0        | 1      | 0      |
| Carrière totaal | Carrière totaal | Carrière totaal | Carrière totaal  | 49         | 7          | 0     | 0     | 0        | 0        | 1        | 0        | 50     | 7      |

Bijgewerkt op 24 oktober 2024.